# Piura (departement)

Piura ligger i västra delen av Perú

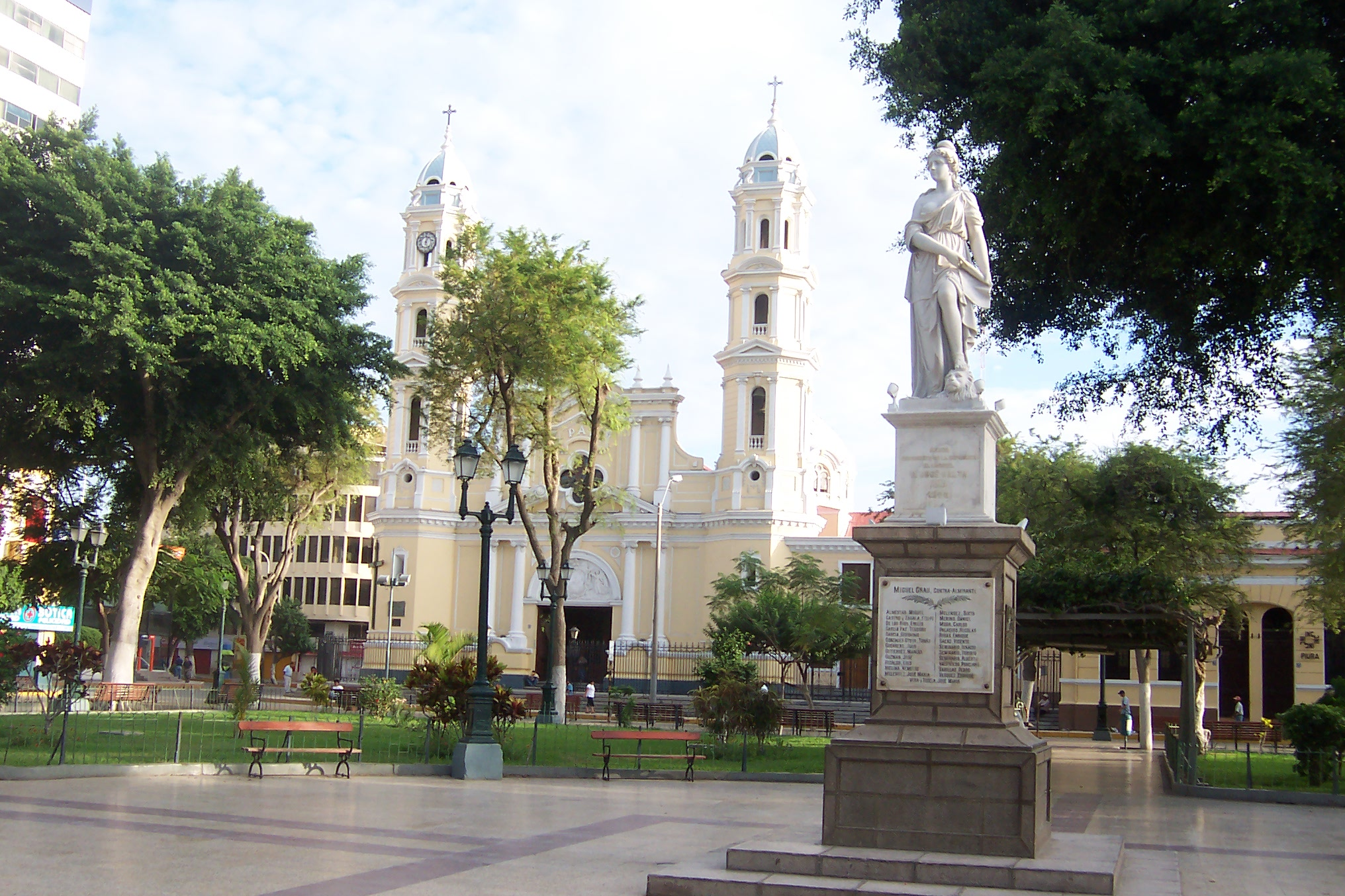
Plaza de Armas

Piura är ett av 24 departement i Peru. Piura ligger vid kusten av nordvästra Peru. Namnet ”Piura” kan härledas från ordet pirhua Quechua, vars ungefärliga betydelse är ”försörjningsplats”. Området användes av Inkan som en plats för att få material- och livsmedelsförsörjning under erövringen av området från de ursprungliga invånarna. Piura är känt för sitt varma tropiska klimat och badstränder i torrt eller halvtropiskt klimat.
Departementets huvudort är Piura och de största hamnstäderna är Paita och Talara, vilka också är bland de viktigaste i Peru.
Departementet upptar en yta av 35 892,49 km², befolkningen uppgår till 1 636 047 (2002, uppskattad). Lägsta punkt i området är depressionen vid Bayóvar, 34 meter under havet, högsta topp är Ayabaca med sina 2 709 m ö.h.
Piura delas i 8 provinser som tillsammans utgör 64 distrikt.

## Geografi
Piura gränsar till Tumbes i norr, södra Ecuador, Lambayeque i söder, Cajamarca i öster och Stilla havet i väst. Punta Pariñas i Piura är Sydamerikas mest västliga punkt
Departementet har stora variationer i klimatet på grund av sin geografiska belägenhet. Piura ligger 4 grader söder om ekvatorn men mottar ändå två havsströmmar på samma gång.  I Sechurabukten möter det varma ytvattnet från ekvatorn (20-27 °C) den kalla Humboldtströmmen (13-20 °C). Detta gör att Piura har både tropiskt och torrt klimat på samma gång. Ibland bildas fenomenet El Niño, vilket starkt påverkar såväl fisket som klimatet, med både torka och översvämningar i landet.

## Landet där tropiken möter öknen
Kusten delas av den peruanska "subtropiska öknen" vid Sechura i söder och en buskbeväxt savannliknande torr tropisk skog i centrala och norra delen av regionen. Där finns också små dalar med tropiskt klimat där ris och kokospalmer är vanliga, speciellt omkring floderna Piura och Sullana.
Längre in i landet i det högbelägna Amazonas (selva alta=den högbelägna regnskogen) är klimatet annorlunda, (spansk beteckning: Páramo) och temperaturen sjunker när man kommer upp i bergen.
Topografin är mjuk och rundad vid kusten medan bergen inne i landet är branta och spetsiga. I den södra delen finns många ökenslätter. Sechuraöknen, som ligger söder om Piurafloden, är Perus största öken och ett av de bästa exemplen på hur en tropisk öken ser ut och hur den gränsar till en tropisk terräng i norr. Depressionen (det vill säga ett område beläget under havsytan) Bayóvar, som är den lägst belägna punkten i landet, finns i denna öken.
De vanligaste landskapsformerna längs kusten är de torra ravinerna, vilka bildar torra tropiska skogar över hela område och som efter kraftiga regn plötsligt blir ymnigt beväxta. Andra bildningar är de halvmåneformade sanddynerna, och marina terrassbildningar som de vid Máncora, Talara och Lobitos. Dalar som bildats av sedimentavsättningar från Chirafloden och Piurafloden.
I öster är dalarna mer eller mindre djupa, de har eroderats av vattenströmmarna och bildar "torra tropiska ekvatorialskogar". Högsta toppen når över 3000 meter. Bergspasset Paso de Porculla, i sydvästra delen av området är bara 2 138 meter högt och är det lägsta av Andernas bergspass.
Floderna som rinner genom regionen hör till Stilla havets avrinningsområde och Amazonbäckenet. Chirafloden är den viktigaste floden och flyter ut i Stilla havet. Floden Piura, på vars stränder staden ligger med samma namn, släpper bara ut sitt vatten i havet under sommaren, vilket är regnsäsongen.
Piura är det område längst i söder som har mangroveskogar, manglares de Vice i provinsen Sechura. 

## Klimat
Klimatet är halvtropiskt och tropiskt savannklimat i de centrala delarna och vid nordkusten, halvöken vid södra kusten nära Lambayeque. Piura är fyllt av tropiska dalgångar, torra ekvatorialskogar och har högbelägen regnskog i bergen på höjder mellan 1000 och 1500 meter över havet, ett subtropiskt ökenklimat över 2000 meter över havet och med Páramo-klimat i de högre områdena i bergen.
Piura har ett tropiskt-torrt eller tropiskt savannklimat (monsun) med en temperatur av i medeltal 25 °C över hela året. Behagligt varma vintrar (maj till oktober) med temperaturer på i medeltal 25 °C till 28 °C under dagen och ner till 15 °C under natten.

## Historia
De viktigaste kulturerna som växte fram i Piura var Vicus, som var framträdande inom keramiken och fina arbeten i guld. Men de första bosättarna var Tallanes eller Yungas, som flyttade från bergen. Under en period som fortfarande är dunkel, levde de i Behetrias, i enkla bosättningar utan hövding eller organisation.
Senare, besegrades de av Moche, och århundraden senare av Inkafolket, under inkan Tupac Inca Yupanqui.
Piura blir den första officiella spanska kolonin i Sydamerika 1532 och Francisco Pizarro grundade den första spanska staden i Sydamerika, på stränderna till Chirafloden i Tangararádalen. Han döpte den till San Miguel de Piura. Datumet för grundandet är fortfarande oklart, men vid 450-årsjubileet antogs 15 juli som officiell dag.
Piura var hemort för Miguel Grau, en av Perus nationalhjältar

## Kultur
Piuras befolkning är mestiser.
Piura har ett rikt kulturliv där såväl gastronomi som religiösa processioner ingår. Bland hantverk är känt:
- keramik i Chulucana
- silversmide (filigran) i Catacaosprovinsen.

## Administrativ indelning
Departementet är indelad i åtta provinser som består av 64 distrikt. Provinserna, med sina huvudorter, är:
- Ayabaca (Ayabaca)
- Huancabamba (Huancabamba)
- Morropón (Chulucanas)
- Paita (Paita)
- Piura (Piura)
- Sechura (Sechura)
- Sullana (Sullana)
- Talara (Talara)